# گردباف خرچنگی
عنکبوت گِردباف خرچنگی (نام علمی: Gasteracantha cancriformis) نام یک گونه از سرده گردباف خاردار است.